# Gemünden (Wohra)
Gemünden é um município da Alemanha, situado no distrito de Waldeck-Frankenberg, no estado de Hesse. Tem 58,67 km² de área, e sua população em 2019 foi estimada em 3.830 habitantes.